# Папуга (риба)

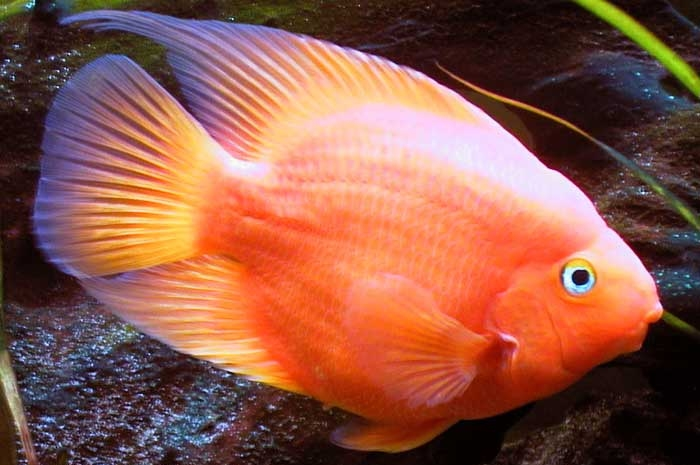

Папуга (англ. Red Blood Parrot Fish) — комерційна назва штучно виведеного гібриду акваріумних риб, який отриманий у результаті штучного схрещування різних видів цихлід. На території колишнього СРСР ця риба стала відома в 1990-х рр. Оскільки гібриди безплідні, розведення їх неможливе. Хоча у сприятливих умовах самки відкладають ікру.

## Отримання гібриду
Вперше гібрид був отриманий китайськими селекціонерами у 1986 р. Інформацію про батьків гібрида виробники тримають у таємниці. Проте, є відомості, що існує 4 варіанти батьківських пар для отримання гібридів:
- Cichlasoma citrinellum х Cichlasoma synspilum
- Cichlasoma erythraeum (labiatum) х Cichlasoma severum
- Cichlasoma erythraeum (labiatum) х Cichlasoma severum «Gold»
- Cichlasoma erythraeum (labiatum) х Cichlasoma severum + Cichlasoma «theraps» fenestratum (потрійний гібрид)[1].

## Морфологічні ознаки
Свою назву риби отримали, ймовірно, через форму голови, яка дещо нагадує дзьоб папуги, а також завдяки яскравому забарвленню.
В акваріумі може виростати завдовжки до 10—15 см (у великих акваріумах — до 25 см). Має різноманітне яскраве забарвлення: червоне, синє, фіолетове, кремове, жовте, помаранчеве, зелене, чорне тощо. Іноді можна зустріти дике забарвлення, яке подібне до забарвлення деяких цихлід і цихлазом. Найчастіше зустрічаються яскраво-червоні, жовті, лілові і малинові варіації забарвлення. Слід відмітити, що протягом життя забарвлення стає більш блідим, тому риб необхідно годувати спеціалізованими корами. Наприклад, корми, збагачені на каротини, покращують червоне забарвлення.
Попри зовнішню привабливість, папуга має ряд анатомічних відхилень, що виникли внаслідок гібридизації. Вони можуть бути навіть смертельними для окремих особин. Крім безпліддя, до відхилень слід віднести незвичний рот, який риби можуть відкривати по вертикалі тільки на невеликий кут. Тому годування папуг інколи ускладнене, таке відхилення може навіть приводити до голодної смерті окремих особин.

## Утримання

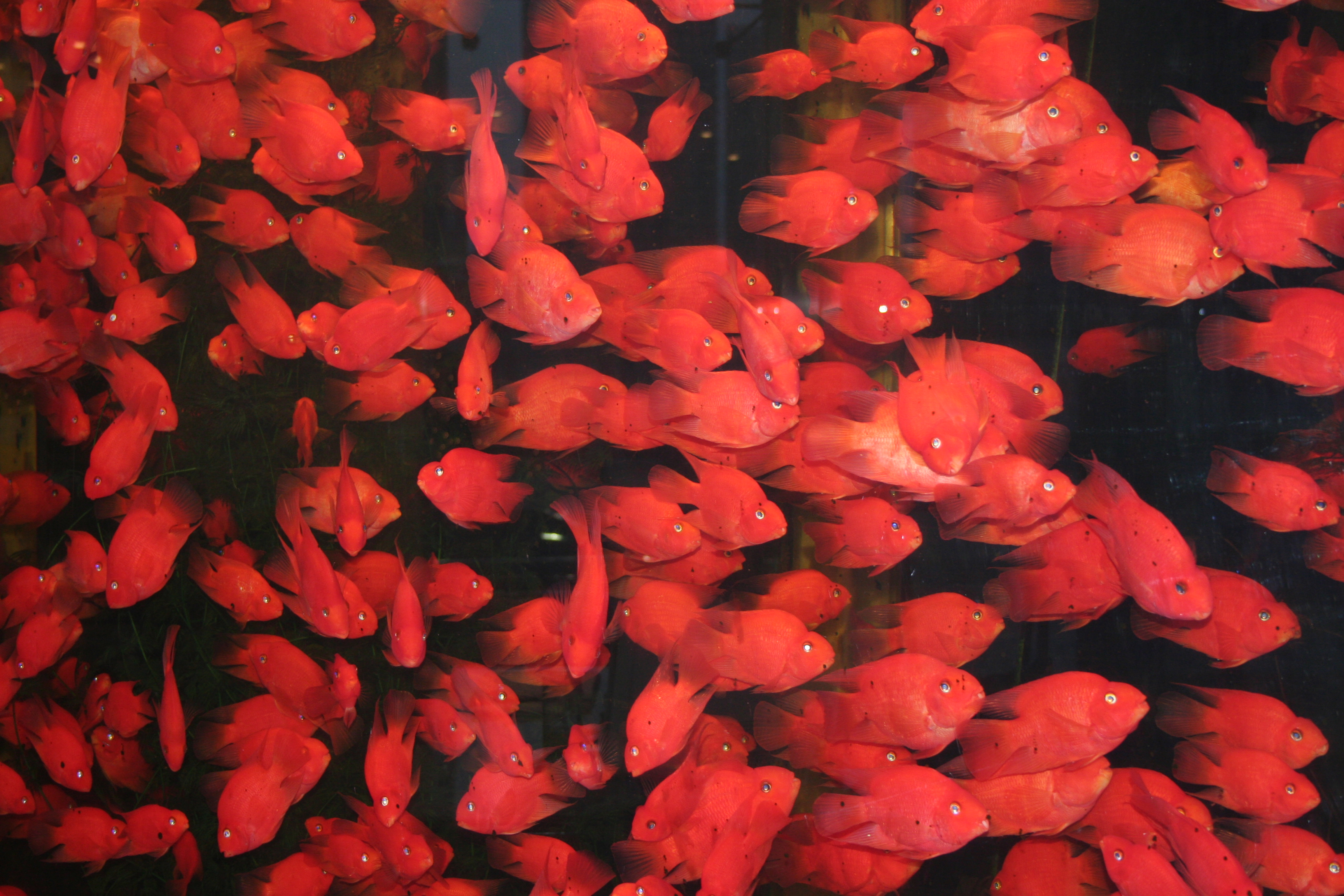
Зграя папуг в акваріумі

Папуга — невибаглива акваріумна риба. Дуже рухлива, тому потребує вільного простору. Утримувати папугу необхідно у великих акваріумах з ємністю не менше 200 літрів. Крім того, бажано створювати течію за рахунок фільтра, оскільки предки даних риб у природних умовах живуть у водоймах з проточною водою. Найоптимальніша температура для утримання 22-26°С, твердість 5-7° (до 20°), pH 6,5-7,5. Вода в акваріумі обов'язково повинна насичуватися киснем, тому аерація є обов'язковою. Рекомендується щотижня підміняти до 50% води.
Папуга легко уживається з іншими акваріумними рибами, однак їх не рекомендується утримувати з надто дрібними видами (грацілісами, молодими неонами), яких вони випадково можуть ковтнути.
Папуга невибагливий до їжі, охоче поїдає як живий, так і сухий корм. Улюбленою їжею є плаваючі гранули і мотиль.
При належному догляді у відповідних умовах ці риби можуть жити до 10 років.
Хоча самці папуг стерильні й не здатні до розмноження, при піднятті температури вище 25°С, у риб просинається інстинкт розмноження і вони починають будувати гнізда. При цьому папуги можуть вирити великі ями в ґрунті та значною мірою змінити рельєф акваріума. Інколи самки навіть відкладають ікру, однак вона нежиттєздатна.

## Галерея

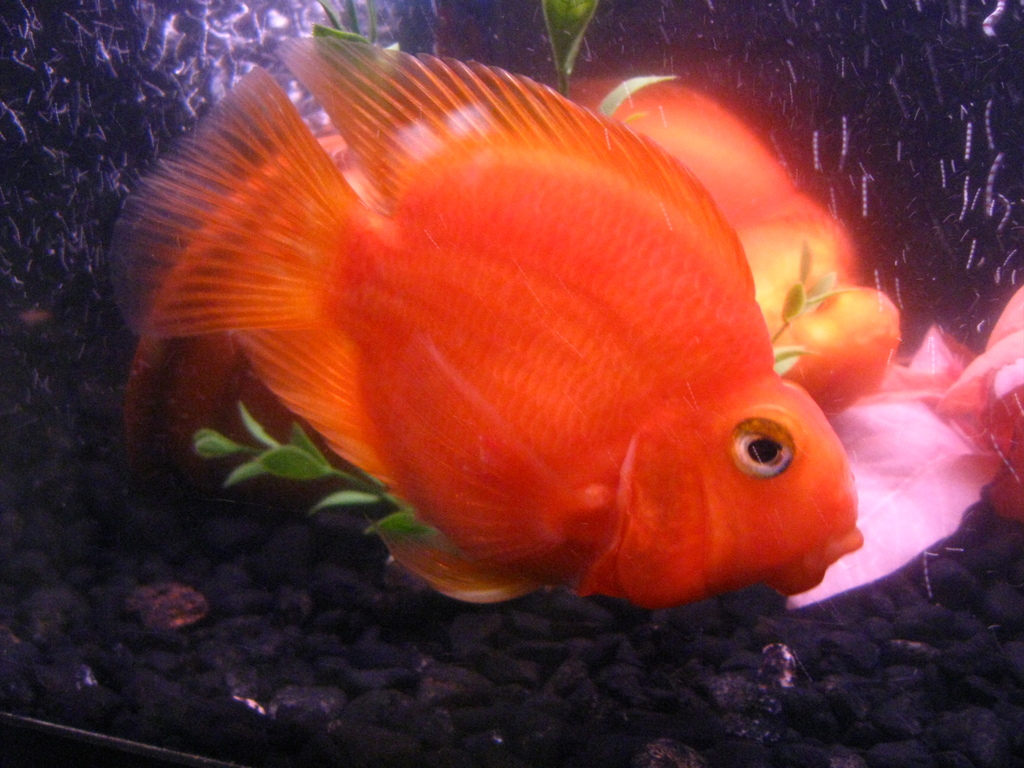
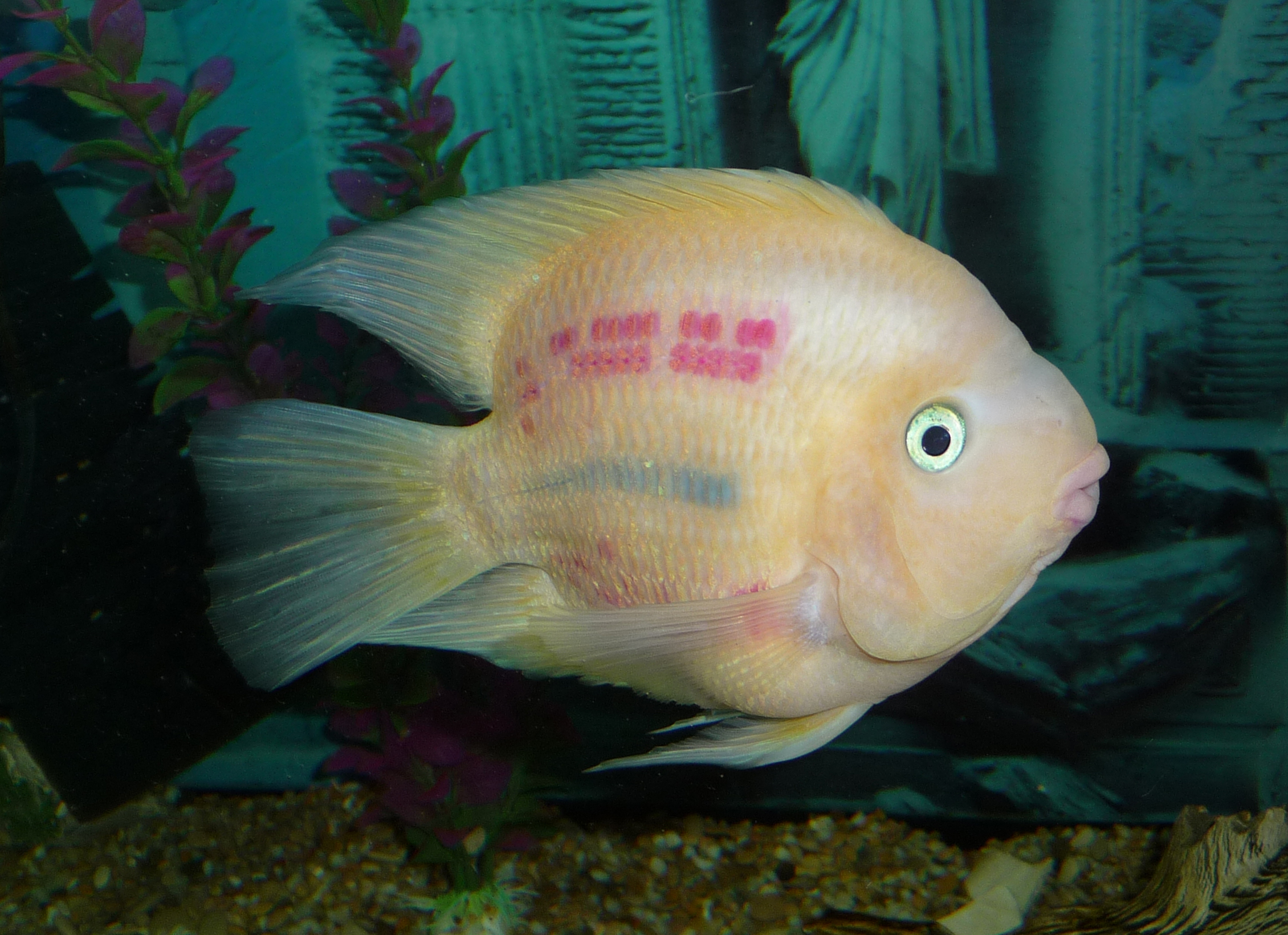
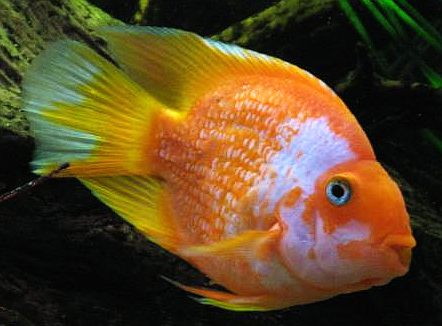
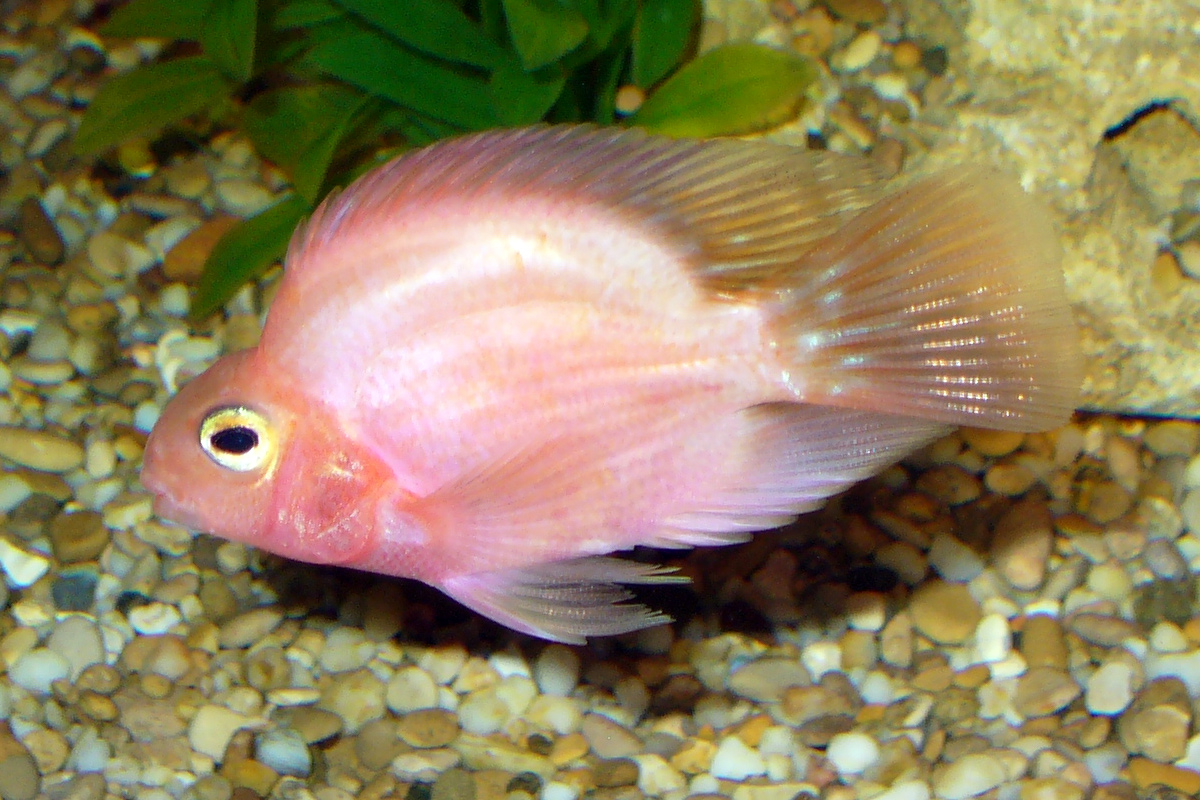
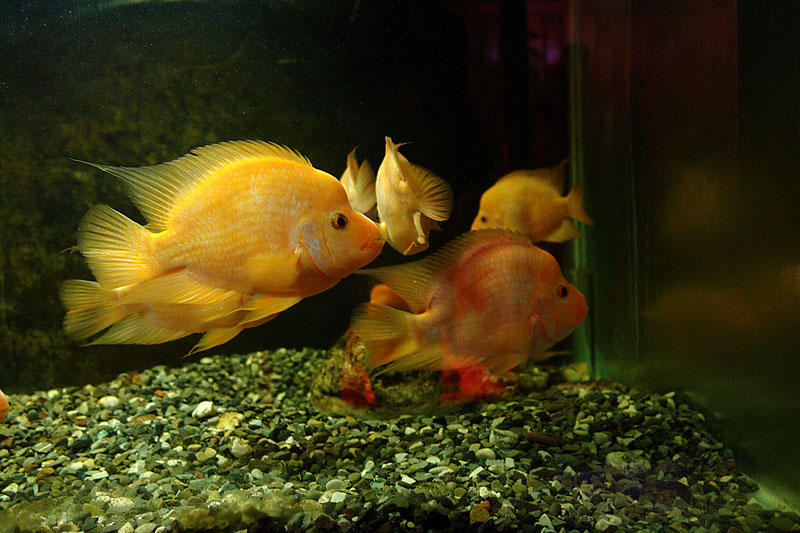
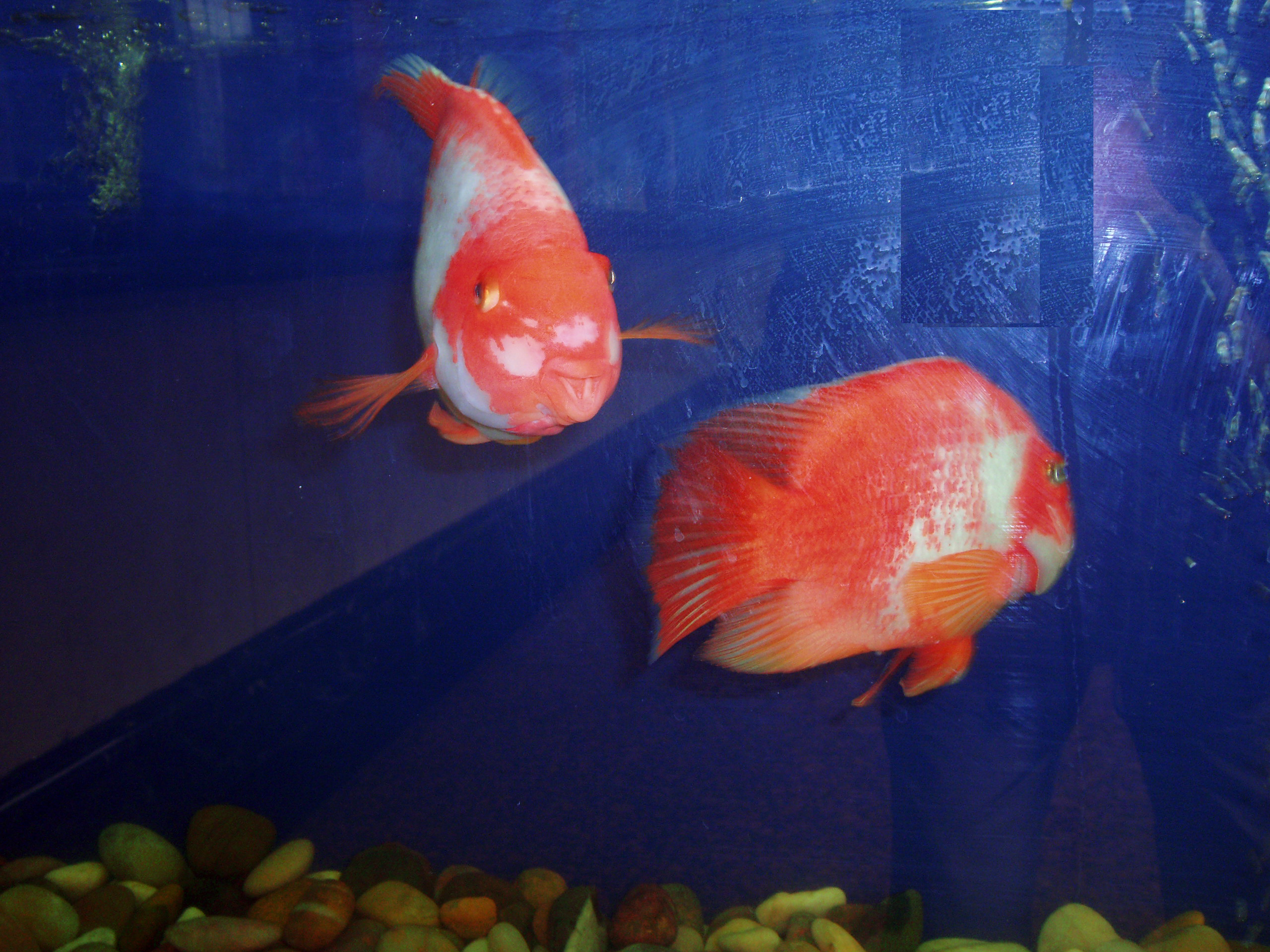